# Sauldorf
Sauldorf település Németországban, azon belül Baden-Württembergben. Lakosainak száma 2591 fő (2023. december 31.). Sauldorf Wald és Meßkirch községekkel határos.

## Népesség
A település népessége az elmúlt években az alábbi módon változott:
| Lakosok száma | 2325 | 2525 | 2505 | 2577 | 2580 | 2591 |
|               | 1975 | 2017 | 2019 | 2021 | 2022 | 2023 |